# Hiroshige Yanagimoto
Hiroshige Yanagimoto (Higashiosaka, 15. listopada 1972.) japanski je nogometaš.

## Klupska karijera
Igrao je za Sanfrecce Hiroshima, Gamba Osaka i Cerezo Osaka.

## Reprezentativna karijera
Za japansku reprezentaciju igrao je od 1995. do 1997. godine. Odigrao je 30 utakmice.
S japanskom reprezentacijom Hiroshige Yanagimoto je igrao na Kupa konfederacija 1995. i Azijskom kupu 1996.

## Statistika
| Japan  | Japan | Japan |
| Godina | Nast. | Gol.  |
| ------ | ----- | ----- |
| 1995.  | 12    | 0     |
| 1996.  | 13    | 0     |
| 1997.  | 5     | 0     |
| Ukupno | 30    | 0     |

## Vanjske poveznice
- National Football Teams
- Japan National Football Team Database